# Internationaal Katholiek Informatiebureau
Het Internationaal Katholiek Informatiebureau (IKI) was een katholieke organisatie, die tussen 1936 en 1974 actief was in - nagenoeg uitsluitend - Nederland. Het IKI gebruikte de internationale taal esperanto als onafhankelijke communicatietaal. De organisatie gaf het tweemaandelijkse tijdschrift Vojo-Vero-Vivo ("De Weg, de Waarheid, het Leven") uit. Na de Tweede Wereldoorlog tot aan de opheffing verzorgde het Internationaal Katholiek Informatiebureau de vertaling van alle belangrijke kerkelijke documenten in het esperanto. Oprichter en voorzitter van het IKI was de Nederlandse geestelijke Lambert Poell. Hij bracht voor enige tijd het Internationaal Katholiek Informatiebureau samen met de katholieke esperanto-organisatie Internacia Katolika Unuiĝo Esperantista.
Na de opheffing van het tijdschrift Vojo-Vero-Vivo ging de stichting IKI een samenwerkingsverband aan met de Stichting Kerk en Geloof.  Dit mondde uit in een gemeenschappelijk maandblad, Catholica.